# Три Святителі (лінкор)
«Три Святителі» — ескадрений панцерник, пізніше лінкор Чорноморського флоту.
За часів національно-визвольних змагань 1917–1919 років входив до складу Українських військово-морських сил.

## Історія корабля
Замовлений у рамках суднобудівельної програми на 1882–1902 рр. Це був шостий ескадрений панцерник Чорноморського флоту. Прототипом корабля був балтійський панцерник «Наварин».
На початку 90-х років XIX ст. основу Чорноморського флоту складали барбетні панцерники типу «Синоп» та одиничний — «Дванадцять Апостолів». Для оновлення складу флоту 16 вересня 1891 року на верфі Миколаївського адміралтейства було закладено баштовий панцерник «англійської» схеми «Три Святителя».
27 листопада 1891 року занесений до реєстру кораблів Чорноморського флоту. 13 лютого 1892 року перекласифікований у ескадрений панцерник. Спущений на воду 12 листопада 1893 року. Увійшов до ладу 1895 — 1898 рр. На той момент новий панцерник був найсильнішим кораблем Імператорського флоту.
10 жовтня 1907 року перекласифікований у лінійний корабель. Пройшов капітальний ремонт корпусу, механізмів та модернізацію озброєння в 1911–1912 рр.
Брав активну участь у бойових діях під час Першої Світової війни. Зокрема, в операціях з обстрілу та блокади турецького узбережжя, мінно-загороджувальних та набігових операціях. У складі Чорноморської ескадри, на чолі з флагманським лінкором «Св. Євстафій», атакував німецько-турецький лінкор «Гебен» поблизу мису Сарич. З 23 січня по 5 квітня 1916 року брав участь у Трапезундській наступальній операції.
Після Лютневої революції значно актуалізувався національно-визвольний рух українців на Чорноморському флоті. Провідником українського руху стала рада Української чорноморської громади. У квітні 1917 року майже на всіх кораблях Чорноморського флоту вже існували українські корабельні ради.
Протягом 1917 року моряки-чорноморці активно виступали на підтримку УНР та звертались до Центральної Ради з вимогою рішучих дій по українізації Чорноморського флоту та створенню Українських військово-морських сил.
12 жовтня 1917 року на відзначення українізації трьох кораблів Балтійського флоту: крейсера «Светлана» та ескадрених міноносців «Україна» та «Гайдамак» на всіх кораблях та установах Чорноморського Флоту, на один день, було піднято національні українські прапори та стеньгові сигнали «Хай живе вільна Україна».
14 січня 1918 року Центральна Рада прийняла «Тимчасовий Закон про український державний флот», відповідно до якого: «Російський Чорноморський флот… проголошується флотом Української Народної Республіки…» та «Українська Народна Республіка переймає на себе всі зобов'язання російського уряду щодо Чорноморського флоту й щодо утримання флоту й портів». Корабель юридично увійшов до складу Військово-морських сил УНР.
На початку 1918 року більшовики ненадовго окупували південь України та Севастополь. Корабель був захоплений загонами Червоної армії. Проте Брестський мир змусив більшовиків забратися з України.
15 квітня 1918 року на кораблі було піднято український прапор. 22 квітня 1918 року командувач Чорноморського Флоту контр-адмірал Михайло Саблін наказом по флоту оголосив, що «всі судна, портове майно, які знаходяться у портах Криму, є власністю Української Народної Республіки».

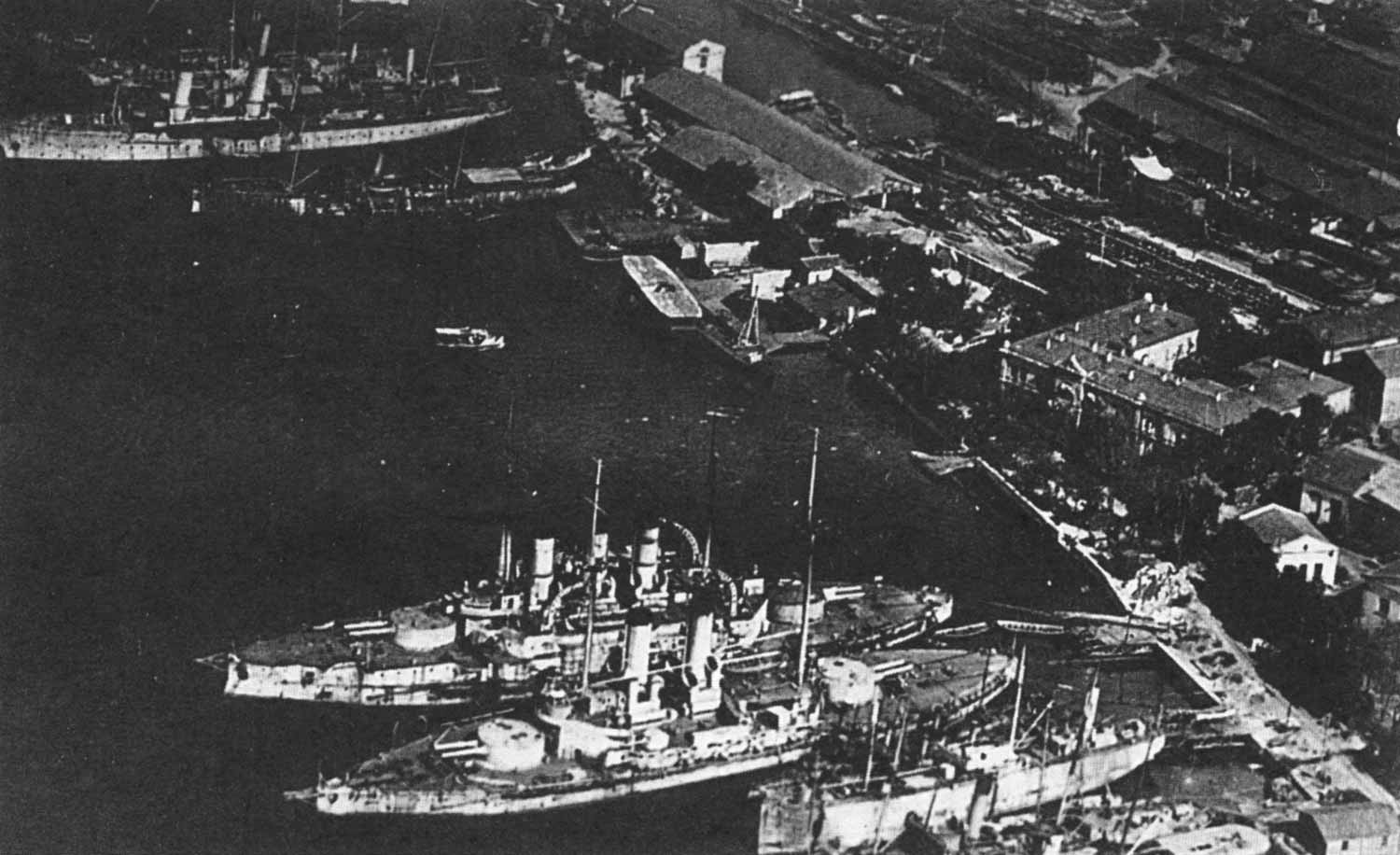
Лінкори «Три Святителі», «Борець за свободу» та інші кораблі Чорноморського флоту, Севастополь, 1918 р.

Однак вже 30 квітня, через провокацію більшовиків, частина флоту виходить до Новоросійська. Більшість кораблів, в тому числі й лінкор «Три Святителі», залишились у Севастополі під українськими прапорами .
Командувачем Чорноморським Флотом було призначено Михайла Остроградського. Всі кораблі, що залишились у Севастополі, в тому числі й «Три Святителі», увійшли до складу Військово-морських сил Української Держави .
Проте, німці розцінили вихід кораблів до Новоросійська, як порушення Берестейського мирного договору та оголосили, 3 травня, екіпажі кораблів тимчасово полоненими.
Одночасно, після проголошення Гетьманату, досить суттєво активізувалась робота по створенню Військово-морського флоту Української Держави. Протягом шести місяців (травень — жовтень) 1918 року уряд Гетьмана Скоропадського приділяв багато уваги побудові боєздатного військового флоту.
У другій половині серпня 1918 року до Берліна виїхав контр-адмірал Юрій Свірський. Повноваження якого передбачали: ведення переговорів щодо передачі кораблів Чорноморського флоту, як військових так і торговельних, уряду Української держави. До списку військових кораблів які повинні були перейти під український прапор було внесено: дредноут «Воля», крейсер «Кагул», 11 міноносців, група підводних човнів, 7 лінійних кораблів («Св. Пантелеймон», «Св. Євстафій», «Іван Златоустий», «Ростислав», «Три святителя», «Сіноп», «Юрій Побідоносець»), транспортні та допоміжні судна.
Протягом жовтня 1918 року всі кораблі Чорноморського флоту було передано до військово-морських сил України. .
Наприкінці листопада 1918 року, після зайняття Криму військами Добрармії, лінкор було повернуто до російського Чорноморського флоту.
На початку 1919 року на лінкорі «Три Святителі» перебував штаб командуючого білогвардійським Чорноморським флотом адмірала Василя Каніна.
24 квітня 1919 року, під час відступу, за наказом британського командування, корабель був виведений з ладу.
29 квітня 1919 року, під час окупації більшовиками Криму, був захоплений частинами червоного «Українського фронту» та увійшов до складу Червоного флоту Радянської України. Проте лінкор до ладу не вводився. Навпаки, у травні, на побудований більшовиками в Севастополі панцерник (бронепотяг) «Память Іванова» були встановлені 100- та 120-мм морські гармати з «Трьох Святителів».
24 червня 1919 року напіврозібраний лінкор знову було захоплено військами Добровольчої армії. Протягом 1919–1920 рр. білогвардійці намагались полагодити лінкор та встановити на нього нові гармати. Але відсутність частин й механізмів та ведення бойових дій завадило закінченню цих робіт.
15 листопада 1920, під час евакуації армії генерала Врангеля не зміг вийти з Севастополя, та був захоплений частинами РККА.
1923 року переданий «Комгосфонду» для демонтажу та переробки на метал.
21 листопада 1925 року виключений з реєстру кораблів РКК Флоту.